# Байсакалово
Байсака́лово (баш. Байһаҡал) — деревня в Учалинском районе Республики Башкортостан Российской Федерации. Входит в состав Кирябинского сельсовета.
Возле деревни берёт своё начало река Белая.

## География

### Географическое положение
Расстояние до:
- районного центра (Учалы): 70 км,
- центра сельсовета (Кирябинское): 30 км,
- ближайшей железнодорожной станции (Учалы): 62 км.

## Население
| 2002 | 2009 | 2010 |
| ---- | ---- | ---- |
| 0    | ↗2   | ↘0   |